# Маріїнський хрест
Маріїнський хрест — це термін для опису символічного зображення тісного зв'язку Марії з місією Ісуса як спасителя. Буква «М» під хрестом вказує на присутність Марії біля підніжжя хреста.

## Чудотворна медаль
Поєднання букви «М» з латинським хрестом зустрічається як частина дизайну Чудотворної медалі 1830 року (також відомої як Медаль Богоматері Преподобних на основі одкровень святої Катерини Лабур). У цій конструкції буква «М» переважає звичайний латинський хрест, що стоїть на бруску, переплетеному з буквою «М».

## Герб Папи Римського Івана Павла II
Папський герб Івана Павла II містить хрест, відхилений від його звичайного центрального положення, щоб звільнити літеру «М» у четвертій чверті щита, що представляє Діву Марію присутню при смерті Ісуса на хресті.

У статті 1978 року газета Ватикану «L'Osservatore Romano» повідомляла про: 
 Герб папи Івана Павла II призначений для того, щоб бути шаною центральній таємниці християнства, спокуті. Він головним чином являє собою хрест, форма якого, однак, не відповідає жодній із звичайних геральдичних моделей. Причина незвичного зсуву вертикальної частини хреста є вражаючою, якщо розглядати другий об'єкт, включений до Герба: велику і величну столицю М, яка нагадує про присутність Мадонни під Хрестом та її виняткову участь у Викупі. У цьому проявляється інтенсивна відданість Понтифіка Святій Богородиці. 
 Іван Павло писав: «Як відомо, в моїх єпископських обіймах, які є символічною ілюстрацією євангельського тексту Івана 19: 25–27». (Стоячи біля хреста Ісуса стояли його мати та сестра його матері, Марія, дружина Клопаса, та Марія Магдала. Ісус, побачивши там свою матір та учня, кого любив, сказав матері: «Жіночко, ось твій син». Тоді він сказав учневі: Ось, мати твоя.)

## Галерея

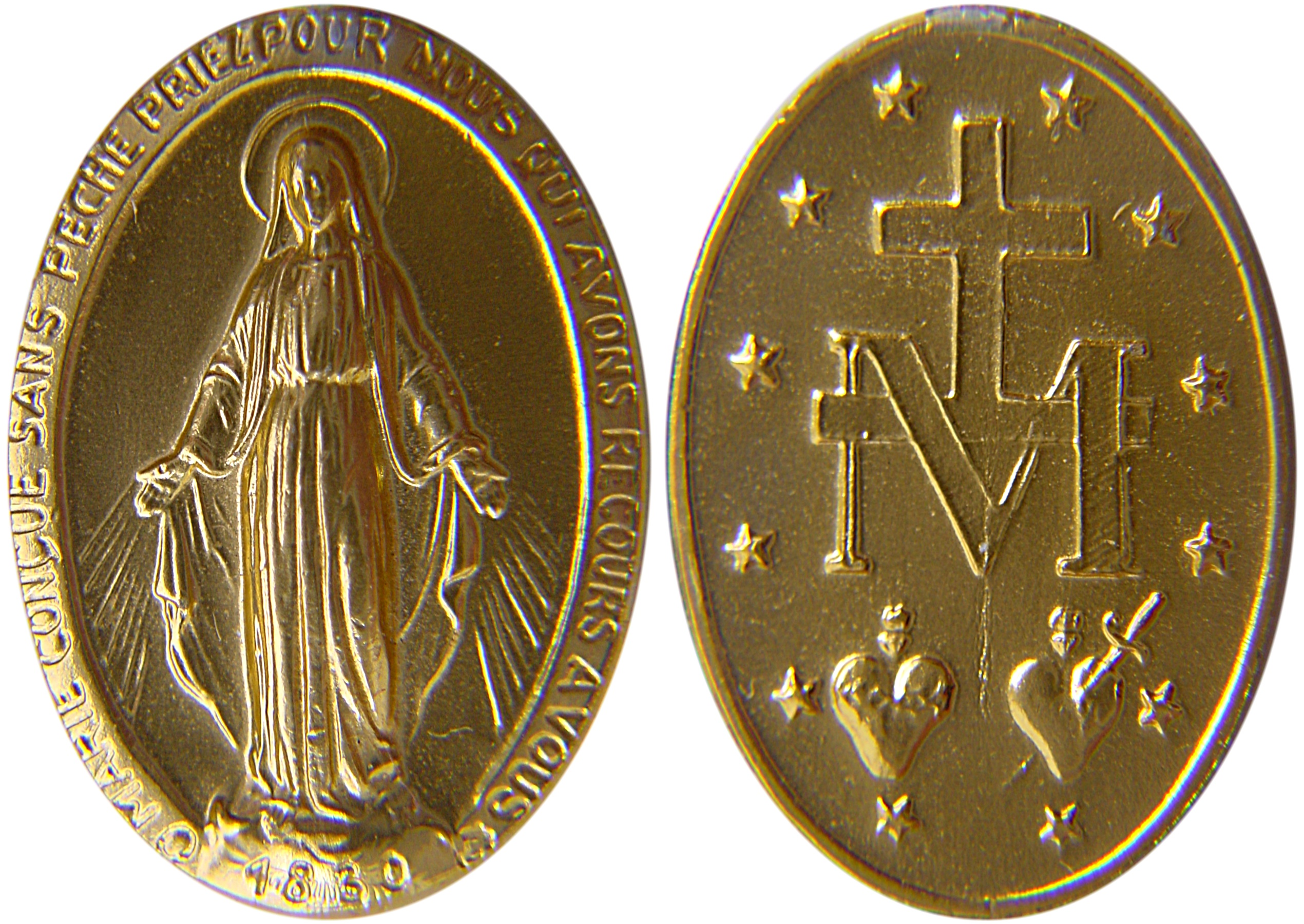
Чудотворна медаль Богоматері Милості
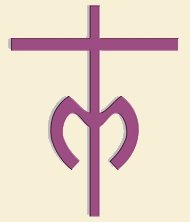
Знак релігійного товариства папського права
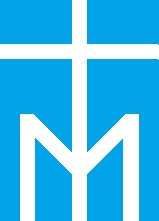
Знак Конгрегації Братів Милосердя Марії Помочі християн
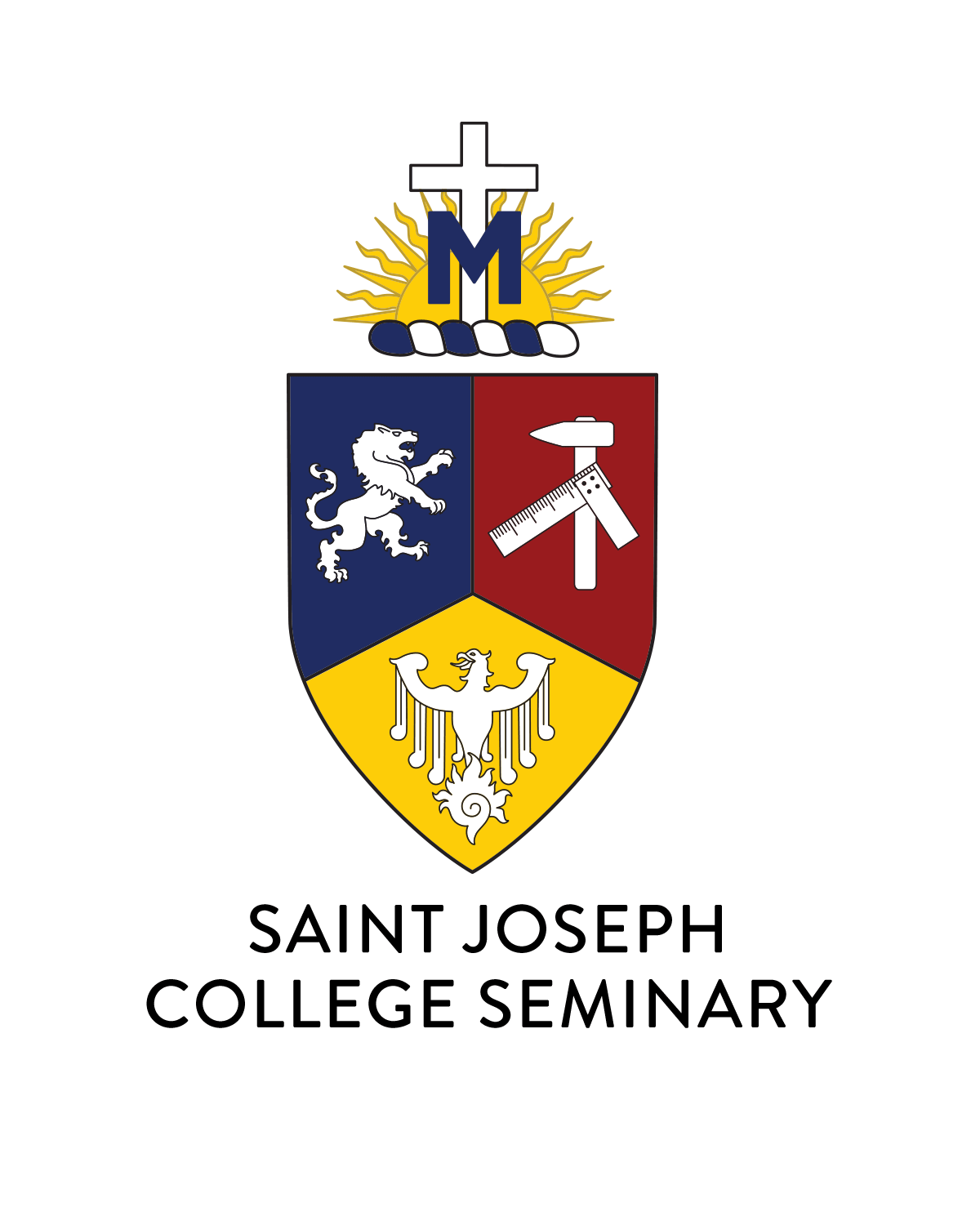
Герб Семінарії коледжу Святого Йосифа
Герб Івана Павла II
Герб архієпископа-митрополита Володимира (Війтишина)
Герб кардинала Діно Мандуззі
Герб Єпископа Ромуальда Камінського
Герб Домініка Рея
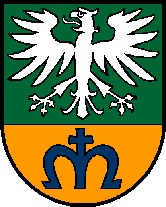
Герб Марії-Нойштифта (Німеччина)
Герб Малансу (Швейцарія)
Герб Пласки (Польща)